# Governor's Island
Governor's Island är en ö i Bermuda (Storbritannien).   Den ligger i parishen St. George's, i den nordöstra delen av landet, 14 km nordost om huvudstaden Hamilton.